# A Nocte Temporis
A Nocte Temporis est un ensemble belge de musique ancienne et baroque fondé par le chanteur lyrique belge Reinoud Van Mechelen (nl) et la flûtiste française Anna Besson en 2016.

## Historique
A Nocte Temporis, « depuis la nuit des temps » en français, commence sa carrière avec de la musique de chambre. L'objectif de l'ensemble est de rendre ses lettres de noblesse à la voix de haute-contre dans le répertoire français . L'ensemble est suivi par Outhere Music et travaille régulièrement avec le label Alpha.

## Réalisations
Le premier enregistrement de l'ensemble paraît peu après sa création, en 2016. Erbarme dich, est consacré aux cantates de Jean-Sébastien Bach pour ténor et flûte.

### Les cantates françaises
Depuis 2018, l'ensemble s'investit dans le répertoire orchestral. Il s'intéresse tout particulièrement à la musique française. La même année, il reçoit un Diapason d'Or pour son disque Clérambault, cantates françaises. Ce programme est donné au Festival Radio France à Montpellier où il s'étoffe des pièces Rien du tout de Marin Marais et Ragotin de Laurent Gervais,. Il est aussi programmé au Château de Versailles ainsi qu'au Musée du Louvre,. L'ensemble joue Pyrame et Tisbé, court opéra de Louis-Nicolas Clérambault au Festival de Musique ancienne de Bruges . Encore cette année, l'ensemble donne lors du Festival Bach en Combrailles, un concert de cantates de Jean-Sébastien Bach pour voix soliste de ténor .

### La trilogie autour de la voix de haute-contre
En 2019, l'ensemble entame une trilogie pour mettre en valeur la voix de haute-contre (voix de ténor français des 17e et 18e siècle) et son répertoire. Ce projet est réalisé en collaboration avec le Centre de musique baroque de Versailles.

#### Louis Gaulard Dumesny
Sorti en 2019, le premier disque de la trilogie est consacré à Dumesny, haute-contre de Lully.  Haute-contre découvert par Jean-Baptiste Lully, Louis Gaulard Dumesny a créé le rôle principal de nombreuses de ses tragédies-lyriques. Il est ici incarné par Reinoud Van Mechelen .  Le programme est donné à la Cité Musicale de Metz et l'année suivante à l'Arsenal de Metz,. L'ensemble reçoit pour cet enregistrement un Diapason d’Or et le Prix Charles Cros,,.

#### Pierre de Jélyotte
Le deuxième disque, Jéliote, haute-contre de Rameau, sort en 2020. Il est consacré par un nouveau Diapason d'or.

### Orphée
En 2020, A Nocte Temporis s'associe avec l'ensemble Vox Luminis pour un concert autour des ouvrages Orphée descendant aux enfers H.471 et La Descente d'Orphée aux enfers H.488 de Marc-Antoine Charpentier . La représentation, donnée à la Salle Gaveau, fera l'objet d'un enregistrement et d'une parution en disque intitulé Orphée aux enfers. Alpha 2020

### The Dubhlinn Gardens
En 2021, l'ensemble participe au Festival de musique sacrée et baroque de Froville puis au festival Valloire Baroque,. Il donne à ces occasion l'album The Dubhlinn Gardens, sur des airs de musique irlandaise du XVIIIe siècle.

## Résidence et Médiations
Le festival Musique et Mémoire, scène baroque, Vosges du sud, basé en Haute-Saône s'engage avec l'ensemble pour une résidence artistique de trois années (2021-2023) . A nocte temporis donne plusieurs concerts autour de ses différents programmes, comme en juillet 2022, lors de la vingt-neuvième édition du festival .
L'ensemble a à cœur de transmettre sa passion. En amont du festival, il intervient chaque année en bibliothèque, en réalisant des médiations auprès du public adulte et scolaire du département de la Haute-Saône,,.

## Musiciens
- Le ténor Reinoud van Mechelen ;
- la traversiste Anna Besson ;
- la violiste Salomé Gasselin ;
- le claveciniste Philippe Grisvard ;
- la violoniste Emmanuel Resche ;
- le théorbiste Simon Linné ;
- le claveciniste Loris Barrucand ;
- la violiste Myriam Rignol ;
- l'organiste Benjamin Allard.

## Discographie
- Oh, ma belle brunette, Alpha, 2022[29],[30].
- Jéliote, haute-contre de Rameau, Alpha, CMBV, 2020.
- Marc-Antoine Charpentier Orphée aux enfers, (H.488 & H.471) Alpha, 2020, avec Vox Luminis[31].
- Dumesny, haute-contre de Lully, Alpha, CMBV, 2019 [32].
- The Dubhlinn Gardens, 18th Century Music from Ireland, Alpha, 2019[33].
- Clérambault, cantates françaises, Alpha, 2018[34].
- Erbarme Dich, Johann Sebastian Bach, Alpha, 2016[35].
- Céphale et Procris, de Élisabeth Jacquet de La Guerre, Chœur de Chambre de Namur, A nocte temporis, direction Reinoud Van Mechelen. 2 CD CVS 2024. Diapason d’or.